# IMG International Tour Tennis
 (juillet 2019).
Si vous disposez d'ouvrages ou d'articles de référence ou si vous connaissez des sites web de qualité traitant du thème abordé ici, merci de compléter l'article en donnant les références utiles à sa vérifiabilité et en les liant à la section « Notes et références ».
IMG International Tour Tennis est un jeu vidéo de sport sorti en 1994 sur Mega Drive et Super Nintendo. Le jeu a été développé par High Score Productions et édité par Electronic Arts.